# آندرئا مینگاردی
آندرئا مینگاردی (ایتالیایی: Andrea Mingardi؛ زادهٔ ۱ اوت ۱۹۴۰) خواننده-ترانه‌پرداز، آهنگساز و بازیگر اهل ایتالیا است.
از فیلم‌های او می‌توان به بدترین هفته زندگی‌ام اشاره کرد.